# エウリュバテス
エウリュバテス (3548 Eurybates) は、木星のトロヤ群小惑星の1つで、「ギリシャ群」と呼ばれるラグランジュ点4 (L4) に位置する炭素質小惑星。小惑星族の1つであるエウリュバテス族 (英: Eurybates family) を代表する天体で、直径約64 キロメートルと見られている。アメリカ航空宇宙局 (NASA) のトロヤ群小惑星探査機ルーシー (Lucy) の目標天体の1つとなっており、計画では2027年8月12日に近接観測される予定。ケータ (Queta) という名前の衛星を持つ。

## 発見
1973年9月19日、ライデンのオランダ人天文学者コルネーリス・ファン・ハウテン、イングリット・ファン・ハウテン＝フルーネフェルトの夫妻が、アメリカ カリフォルニア州のパロマー山天文台でトム・ゲーレルスが撮影した写真乾板から発見した。過去の観測記録では、アメリカ インディアナ州ブルックリンのゲーテ・リンク天文台で1954年2月9日に撮影されたものが最も古い。

## 軌道と分類
エウリュバテスは、木星とほぼ同じ軌道上で木星の約60°前方にあるラグランジュ点4 (L4) を、木星と1:1の軌道共鳴関係を保ちながら公転している。約11年10ヶ月（4,331日）の公転周期で、太陽から4.7 - 5.2 天文単位 (au) の距離を公転する軌道を持つ。
エウリュバテス族
エウリュバテスは、小惑星の族の1つ「エウリュバテス族」の代表天体である。エウリュバテス族には、200以上の炭素質または始原的な小惑星が分類されている。日本の体操競技選手であった加藤澤男にちなんで命名されたカトウサワオ (43212 Katosawao) もエウリュバテス族の小惑星である。

## 物理的特徴
エウリュバテスは、炭素質小惑星のC型小惑星に分類されている。1992年の測光観測で得られた光度曲線から、8.711時間という自転周期が得られている。赤外線天文衛星IRAS、日本の赤外線天文衛星あかり、NASAの広視野赤外線探査機WISEの拡張ミッションNEOWISEによる観測結果から、直径は63.89 - 72.14 km、表面のアルベドは0.052 - 0.060 とされている。

## 名称
ギリシャ神話に登場する古代の英雄で、トロイ戦争の際ギリシャ軍の伝令使を務めたエウリュバテース (Eurybates) にちなんで命名された。

## 衛星
エウリュバテスには、衛星が1つ発見されており、ケータ (Queta) と命名されている。この衛星は、2018年9月12日と14日にハッブル宇宙望遠鏡で撮影された画像の中から、Keith S. Nollらによって発見が報告され、S/2018 (3548) 1という仮符号が付けられた。その後の追加観測によって2020年1月3日に衛星の存在が確認され、2020年1月9日に小惑星電子回報 (Minor Planet Electronic Circular, MPEC) で発見が公表された。
2020年10月15日、国際天文学連合の絶対等級が12等より暗い木星のトロヤ群の命名規約に基づいて、メキシコの陸上選手エンリケータ・バシリオの愛称にちなんで「Queta」という名称が与えられた。エンリケータ・バシリオは、1968年10月12日にメキシコシティで開催されたオリンピックの開会式で女性として初めて聖火台に聖火を灯した。後にメキシコオリンピック委員会の常任理事に就任した。女性として最初に聖火リレーの最終走者を務めたことが、エウリュバテスのような伝令使の役割を想起させることが理由となった。
ケータの見かけの等級はわずかに26.77等と、エウリュバテスの6,000倍以上暗いことから、サイズは非常に小さく、直径1km以下である可能性が高いとされる。エウリュバテスと同じアルベドと仮定すると、その直径は0.8±0.2kmとなる。エウリュバテスに対する公転周期は82.6±0.4日、軌道長半径は2,310±100 km、軌道離心率は0.05±0.05と真円に近い楕円軌道を取っている。ケータは、おそらくエウリュバテスの破片であると考えられている。この衛星の存在は、ルーシーのミッションに悪影響を与えるものではなく、むしろ2027年8月のフライバイの際に探査機が調査すべき新たな天体が加わったものと捉えられている。

## 探査計画
2021年10月16日打ち上げ予定のNASAのトロヤ群小惑星探査機ルーシーが近接観測する計画となっている。フライバイは2027年8月12日の予定で、エウリュバテスから1,000 kmの距離を秒速5.8 kmの速度で通過する計画である。